# Resurrection (film fra 1918)
 For alternative betydninger, se Resurrection. (Se også artikler, som begynder med Resurrection)
Resurrection er en amerikansk stumfilm fra 1918 af Edward José.

## Medvirkende
- Pauline Frederick - Katusha
- Robert Elliott - Prince Nekludov
- John St. Polis - Simonson
- Jere Austin - Shenbok